# SOCAR Tower
Socar Tower — один из самых высоких небоскребов в Баку, столице Азербайджана.

## Проект
SOCAR Tower расположился на проспекте Гейдара Алиева города Баку. В небоскрёбе расположился офис ГНКАР (Государственная нефтяная компания Азербайджанской Республики). Спроектирован южнокорейской компанией Heerim Architects & Planners Co. Ltd на основе концепции «Ветер и пламя», возведен турецкой компанией TEKFEN İnşaat. Стоимость проекта US$ 414 237 659.
Башня займет участок в 5 га. В ней будут размещаться 5 конференц-залов, фитнес-центр, несколько столовых, на наземном этаже здания будет располагаться стоянка на 1045, а на подземном этаже — на 240 автомобилей.
Площадь офисной части должна составить 40,5 тыс. м², общая площадь проекта превышает 100 тыс. м².
Небоскрёб рассчитан на рабочий персонал компании в 2200 человек.
Конструкция здания состоит из бетонной сердцевины, на которую устанавливается композитная система стальной конструкции, сейсмоустойчивость 9 баллов по шкале Рихтера. Сердцевина растет быстрее, так для установки металлического каркаса необходима высокая прочность бетона.
Строительство небоскреба завершено.

## Дизайн
Архитектурный стиль здания — структурный экспрессионизм.
Движущийся поток огня — центральная идея дизайна небоскреба.
Первоначальный проект SOCAR tower включал две башни (см. на изображение марки). Завиваясь друг в друга, они составляли одно целое здание. Вырастая из балдахинообразного пидиума, башни, завихряясь, устремлялись в небо. Создавалось впечатление, что более короткая башня будто укладывают свою «голову» на «грудь» более высокой башни. Верхняя часть последней подгибалась к короткой башне, как бы «обнадеживая». Этажность была равной 32 надземных уровней.
Но проект был изменен. Теперь это одна башня, которая слегка расщепляется на лепестки огня. Вершина первого «лепестка» находится примерно на уровне 22-23 этажа. Два других венчают собой вершину здания. Сам фасад волнообразный от основания до вершины — ещё одна отсылка на тему пламени. Общая этажность 42 этажа.

## Галерея
- Первоначальный проект небоскреба на почтовой марке
- Состояние строительства на 12 января 2013
- Закладка 27 этажа сердцевины (10 мая 2013 года)
- Установка металлоконструкций на растущую бетонную сердцевину (10 мая 2013 года)
- Установка стекол (10 мая 2013 года)
- Вид на SOCAR tower с проспекта Г. Алиева (10 мая 2013 года)
- Состояние строительства на август 2013: закладка 37-го этажа сердцевины